# Steve Zampieri

Steve Zampieri (Arbon, 4 de junio de 1977) es un ciclista suizo que dio por terminada su carrera como deportista profesional al final de la temporada 2008.

## Biografía
Debutó en 2000 con el equipo Mercury, siendo considerado un ciclista especializado en la montaña. En 2005 fichó por el equipo Phonak Hearing Systems dirigido por Álvaro Pino. Tras la retirada del equipo suizo, le dejó sin equipo pero para la siguiente temporada, el equipo Cofidis le fichó por dos años. Su victoria más importante como profesional es la clasificación de la montaña del Tour de Romandía.

## Palmarés
2000
- Gran Premio D'Armorique

2001
- Tour del Lago Léman

## Resultados en Grandes Vueltas y Campeonatos del Mundo
| Carrera         | Carrera         | 2000 | 2001 | 2002 | 2003 | 2004 | 2005 | 2006 | 2007 | 2008 |
| --------------- | --------------- | ---- | ---- | ---- | ---- | ---- | ---- | ---- | ---- | ---- |
|                 | Giro de Italia  | —    | —    | 89.º | 35.º | 19.º | 30.º | 48.º | Ab.  | Ab.  |
|                 | Tour de Francia | —    | —    | —    | 87.º | —    | Ab.  | —    | —    | —    |
|                 | Vuelta a España | —    | —    | —    | —    | Ab.  | —    | Ab.  | —    | —    |
| Mundial en Ruta | Mundial en Ruta | —    | Ab.  | —    | Ab.  | 70.º | —    | —    | —    | —    |

—: no participa
Ab.: abandono

## Equipos
- Mercury (2000)
- Post Swiss Team (2001)
- Tacconi Sport/Vini Caldirola (2002-2004)
  - Tacconi Sport (2002)
  - Vini Caldirola-So.di (2003)
  - Vini Caldirola-Nobili Rubinetterie (2004)
- Phonak Hearing Systems (2005-2006)
- Cofidis (2007-2008)